# Friedrich-Naumann-Stiftung für die Freiheit

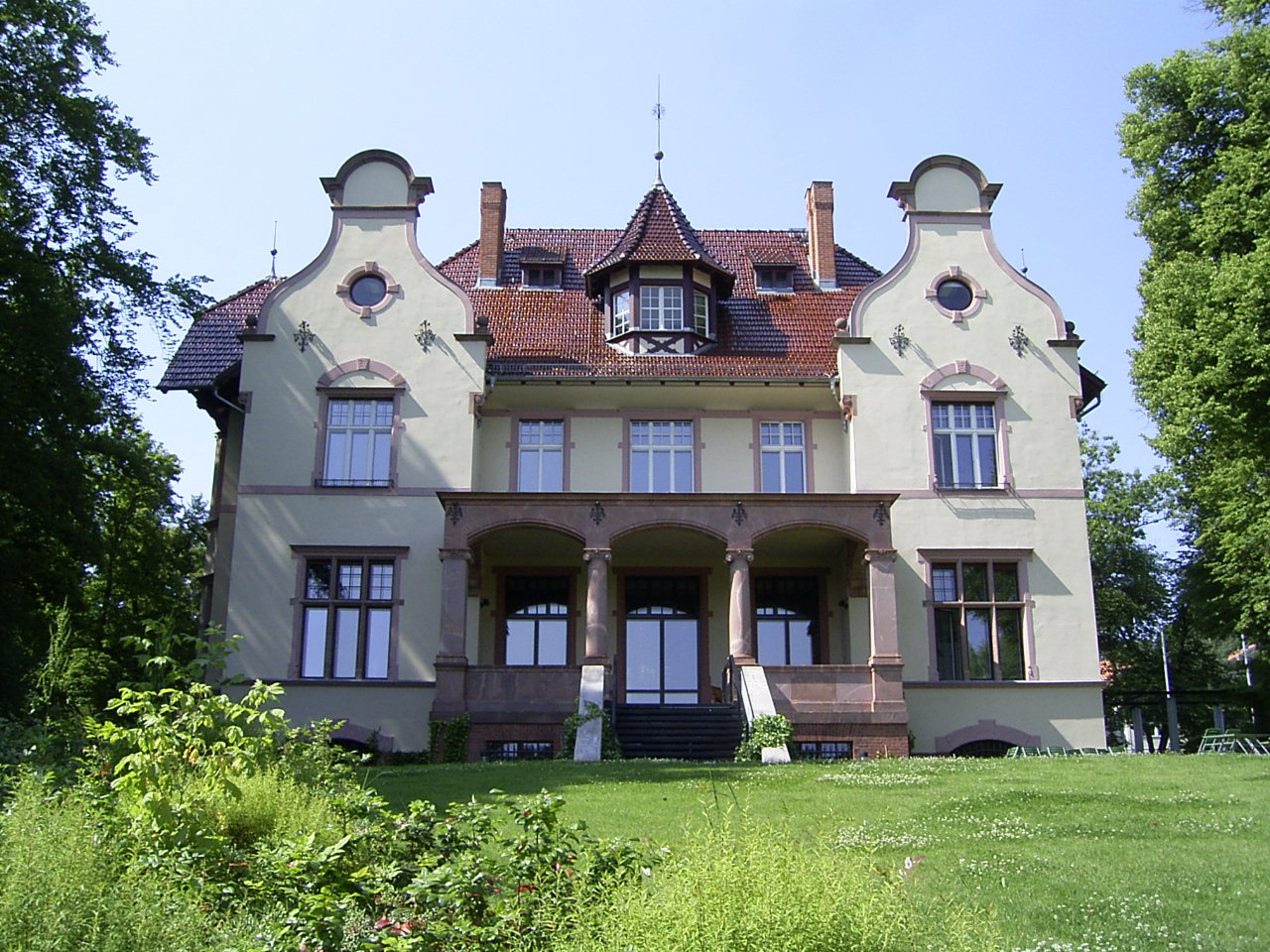
Truman-Villa in Potsdam, Sitz der Stiftung

Die Friedrich-Naumann-Stiftung für die Freiheit (FNF) ist eine der parteinahen Stiftungen auf Bundesebene und war davon bis 2024 die einzige, bei der es sich der Rechtsform nach tatsächlich um eine Stiftung handelt. Sie wurde 1958 gegründet und hat ihren Sitz in Potsdam-Babelsberg. Die Stiftung steht der FDP nahe und ist nach dem liberalen Politiker Friedrich Naumann (1860–1919) benannt. Sie ist Mitglied im Netzwerk Europäische Bewegung Deutschland und im European Liberal Forum. Seit 2007 ist der Zusatz „für die Freiheit“ Bestandteil des Stiftungsnamens.

## Geschichte
Die Friedrich-Naumann-Stiftung wurde am 19. Mai 1958 in der Villa Hammerschmidt von Theodor Heuss und einem engen Freundeskreis von liberalen Politikern und Intellektuellen um Walter Erbe, Paul Luchtenberg, Reinhold Maier, Hans Wolfgang Rubin, Dorothee von Velsen und anderen gegründet und nach dem liberalen Politiker Friedrich Naumann benannt.
Die Namensgebung der Stiftung geht auf Theodor Heuss zurück, der damit bewusst den Bezug zu der von seinem Mentor Friedrich Naumann 1918 in Berlin gegründeten Staatsbürgerschule herstellen wollte, die sich am Ende des Ersten Weltkriegs um Politische Bildungsarbeit verdient gemacht hatte. Bei der ersten Veranstaltung der neuen Stiftung in der Godesberger Redoute sprach Heuss öffentlichkeitswirksam über „Naumanns Erbe“ und gab damit der Stiftung ihre Richtung: Sie sollte ein geistiges Zentrum des deutschen Liberalismus werden und durch staatsbürgerliche politische Bildung Grundlagen für ein demokratisches Bewusstsein in der Bevölkerung der zweiten Nachkriegszeit legen. Allerdings waren viele Fragen noch offen, vor allem das Verhältnis zur FDP, die genaue konzeptionelle Ausrichtung der Stiftung und ihre finanziellen Grundlagen.
Die Aufgaben der Stiftung erweiterten sich im Laufe der Jahrzehnte erheblich. 1964 begann die Auslandsarbeit, 1968 wurde das „Politische Archiv“ der FDP (das heutige Archiv des Liberalismus) erworben, 1973 setzte die Begabtenförderung ein und 1995 erfolgte die Gründung des Liberalen Instituts als liberaler Denkfabrik.
Sitz und Standort der Geschäftsstelle der Stiftung war seit 1959 zunächst Bonn, seit 1962 Bad Godesberg und seit 1984 Königswinter (Margarethenhöhe). Im Jahr 2000 erfolgte der Umzug nach Potsdam-Babelsberg, zunächst in den Weberpark und von dort im April 2001 in die Truman-Villa in der Karl-Marx-Straße. Seit 1967 wirkt die Stiftung in der Theodor-Heuss-Akademie in Gummersbach, die als Bildungsstätte zum zentralen Veranstaltungsort wurde. Sie ist zugleich die einzige Bildungsstätte der Stiftung, die trotz mehrfacher Verkaufsüberlegungen (1975/76 und Anfang der 1980er Jahre) sowie eines Schließungsbeschlusses Ende der 1990er Jahre ununterbrochen bis heute besteht. In den 1990er Jahren gab es weitere Bildungsstätten in Konstanz (Waldhaus Jakob), Lauenburg/Elbe (Zündholzfabrik) und Kottenheide im Vogtland (Wolfgang-Natonek-Akademie). Bis heute gibt es eine Kooperation mit der Bildungsstätte Villa Lessing in Saarbrücken, die Veranstaltungen im Saarland organisiert.

## Zielsetzung und Aufgaben
Die Stiftung ist nach eigener Einschätzung „die Stiftung für liberale Politik in der Bundesrepublik Deutschland. Sie will dazu beitragen, dem Prinzip Freiheit in Menschenwürde in allen Bereichen der Gesellschaft Geltung zu verschaffen und politische Bildung zu vermitteln; in Deutschland wie auch zusammen mit den Partnern im Ausland“.
Die Stiftung unterhält im Inland acht Länder- bzw. Landesbüros und arbeitet mit zwölf Landesstiftungen für liberale Politik zusammen, die in den Bundesländern im Bereich politischer Bildung aktiv sind. Insgesamt bietet die Stiftung über 1.000 Veranstaltungen im Jahr an. Sie unterhält Regionalbüros in den Regionen Mittel-, Ost- und Südeuropa, in Mittelmeerländern, Lateinamerika, Afrika, Südasien sowie Südost- und Ostasien. Insgesamt ist die Stiftung in mehr als sechzig Ländern aktiv. Ihre Fachbereiche sind Politische Bildung, Kommunikation sowie Internationales.
Die Arbeitsschwerpunkte der Stiftung richten sich an folgenden Kernthemen aus:
- Soziale Marktwirtschaft
- Offene Gesellschaft
- Bildung
- Internationale Politik
- Menschenrechte und Freiheitsrechte

## Finanzierung
Laut des Jahresberichts 2022 finanziert sich die Stiftung bei einem Etat von rund 84 Mio. Euro zu 96 Prozent aus Zuschüssen des Bundes. Weitere finanzielle Zuwendungen stammen in großen Teilen von den Ländern und anderen Gebietskörperschaften. Die Stiftung wird somit hauptsächlich aus Steuermitteln finanziert.

## Personen und Gremien

### Vorstand
Der Vorstand der Stiftung besteht aus fünf ehrenamtlichen Mitgliedern. Sie werden vom Kuratorium für eine Amtszeit von vier Jahren gewählt. Der amtierende Vorstand ist seit September 2018 im Amt.
Vorsitzende der Friedrich-Naumann-Stiftung seit 1958:
- Walter Erbe, 1958–1961
- Paul Luchtenberg, 1961–1970
- Hans Wolfgang Rubin, 1970–1982
- Ralf Dahrendorf, 1982–1987
- Wolfgang Mischnick, 1987–1995
- Otto Graf Lambsdorff, 1995–2006
- Wolfgang Gerhardt, 2006–2018
- Karl-Heinz Paqué, seit 2018

Der Vorstand besteht (Stand Juni 2024) außer dem Vorsitzenden aus folgenden Mitgliedern:
- Sabine Leutheusser-Schnarrenberger, stellvertretende Vorsitzende
- Florian Rentsch, Schatzmeister
- Maren Jasper-Winter
- Anne Brasseur[18]

Der frühere Vorsitzende Wolfgang Gerhardt wurde vom Kuratorium der Stiftung im Dezember 2018 um Ehrenvorsitzenden ernannt und übte diese Position bis zu seinem Tod im September 2024 aus.

### Kuratorium
Das Kuratorium der Stiftung hat die Aufgabe, die Arbeit des Vorstandes zu überwachen und ihn zu beraten. Die Mitglieder des Kuratoriums werden von diesem für eine Amtszeit von sechs Jahren berufen.
Vorsitzender des Kuratoriums ist seit 2020 Ludwig Theodor Heuss.
Walter Scheel war bis zu seinem Tod 2016 Ehrenvorsitzender des Kuratoriums. Seit 2020 ist Jürgen Morlok Ehrenvorsitzender.

### Geschäftsführung
Seit Dezember 2021 ist Annett Witte Hauptgeschäftsführerin der Stiftung. Sie löste Steffen Saebisch ab, der dieses Amt 2014 übernommen hatte.

## Inlandsarbeit
In Deutschland fördert die Friedrich-Naumann-Stiftung mit ihrem Bundes- und Länderprogramm politische Beteiligung und informiert über politische Prozesse und die ideengeschichtliche Entwicklung des Liberalismus.
Der Fachbereich Politische Bildung organisiert durch die Landes- und Länderbüros sowie in der zentralen Bildungsstätte, der Theodor-Heuss-Akademie in Gummersbach, Bildungsveranstaltungen. Zum Bereich Politische Bildung gehört auch die Begabtenförderung.

## Landesstiftungen
Seit Mitte der 1960er Jahre erfolgte die Gründung von Landesstiftungen, die in den Bundesländern mit den Landes- und Länderbüros kooperieren. Nach 1990 wurde die Bildungsarbeit auf die ostdeutschen Bundesländer ausgedehnt.
Die Friedrich-Naumann-Stiftung für die Freiheit kooperiert mit folgenden liberalen Landesstiftungen:
- Reinhold-Maier-Stiftung, Baden-Württemberg, 1977
- Thomas-Dehler-Stiftung, Bayern, 1971
- Karl-Hamann-Stiftung, Brandenburg, 1991
- Liberale Gesellschaft Bremen, Bremen 1965
- Dr.-Emilie-Kiep-Altenloh-Stiftung, Hamburg, 1979
- Karl-Hermann-Flach-Stiftung, Hessen, 1977
- Arno-Esch-Stiftung, Mecklenburg-Vorpommern, 2009
- Rudolf-von-Bennigsen-Stiftung, Niedersachsen, 1980
- Wolfgang-Döring-Stiftung, Nordrhein-Westfalen, 1967
- Villa Lessing – Liberale Stiftung Saar, Saarland, 2012
- Wilhelm-Külz-Stiftung, Sachsen, 1991
- Erhard-Hübener-Stiftung, Sachsen-Anhalt, 1993

## Einrichtungen und Standorte in Deutschland

### Gummersbach

#### Theodor-Heuss-Akademie
Die Theodor-Heuss-Akademie (THA) in Gummersbach-Niederseßmar ist die zentrale Bildungsstätte der Stiftung, die jährlich weit über 100 interne und externe, meist mehrtägige Seminare anbietet. Namensgeber der Einrichtung ist Theodor Heuss, erster Bundespräsident der Bundesrepublik Deutschland. Gründungsdirektor der Bildungsstätte war Horst Dahlhaus. Von 1968 bis 1980 führte der Schriftsteller Rolf Schroers die Akademie, seit Anfang 2013 ist Klaus Füßmann deren Leiter.

#### Archiv des Liberalismus

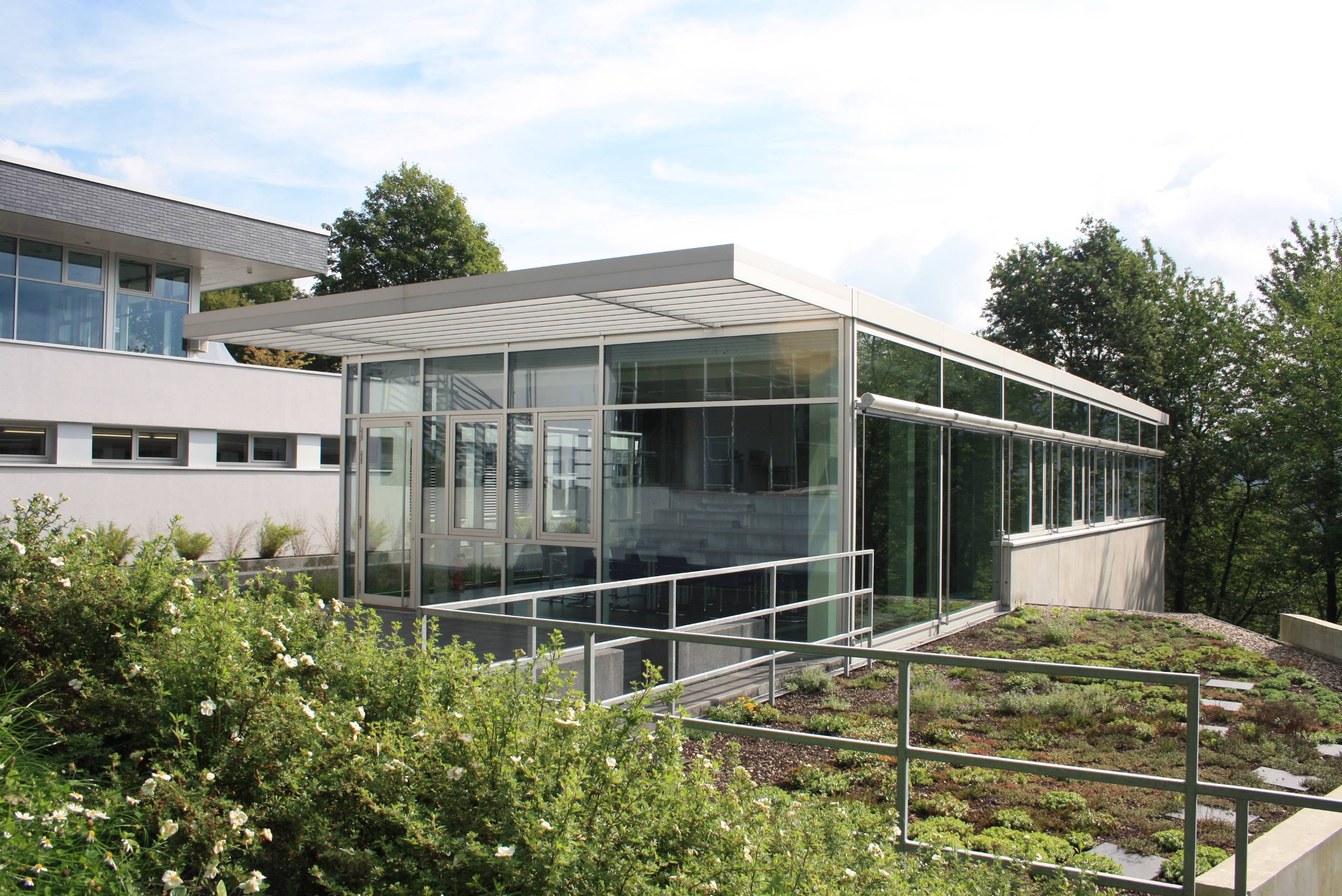
Archiv des Liberalismus in Gummersbach

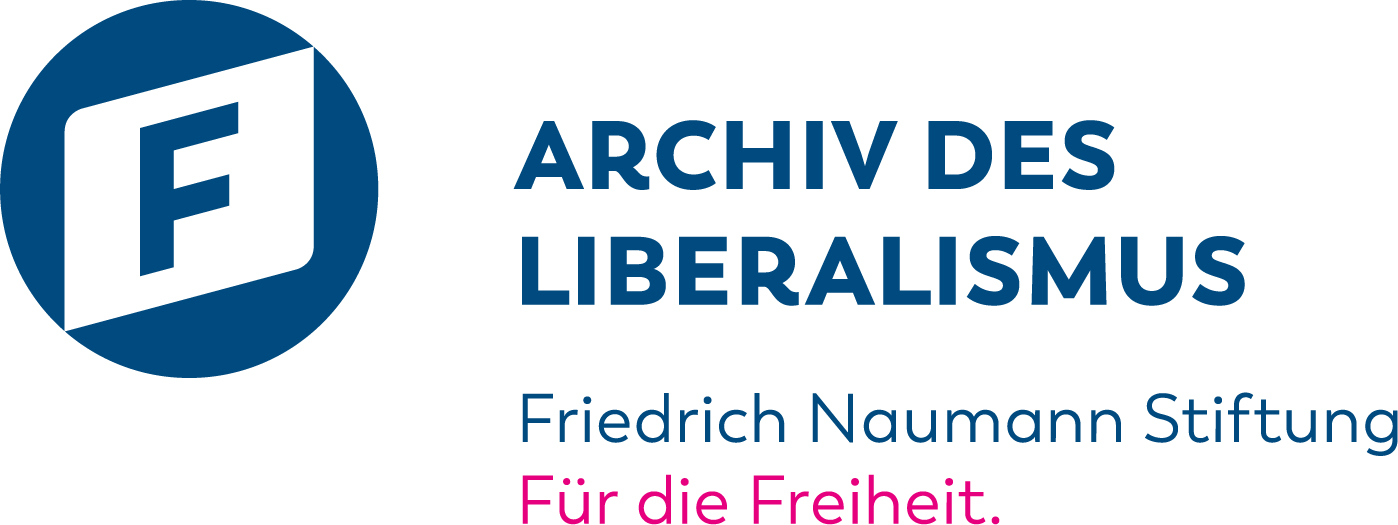
Logo des Archivs

Das Archiv des Liberalismus (ADL) besteht seit 1968 (als Archiv der FDP seit 1948) und ist damit das älteste der sechs Archive der Politischen Stiftungen in Deutschland. Zunächst in Bonn angesiedelt, befindet es sich seit 1984 als Anbau an die Theodor-Heuss-Akademie in Gummersbach. Es sammelt Unterlagen zur Geschichte des organisierten Liberalismus. Es erschließt neben Aktenmaterial auch Druckschriften, Flugblätter, Plakate und andere Werbemittel, dazu Fotos, Filme, Videos, Tonbänder sowie digitale Medien (u. a. Internetseiten). Das Archiv umfasst auch eine Bibliothek zu Geschichte und Gegenwart des Liberalismus. Der Schwerpunkt der Sammlungen liegt auf Deutschland und der Zeit nach 1945.
Neben den „klassischen“ Aufgaben beteiligt sich das Archiv durch Kooperationen mit Schulen und durch öffentliche Vorträge an der politischen Bildungsarbeit. Es kooperiert auch mit einigen Universitäten. Darüber hinaus erforscht es durch wissenschaftliche Tagungen, Vorträge und Publikationen die Geschichte des Liberalismus. Leiter des Archivs ist seit 2011 der Wuppertaler Historiker Ewald Grothe.
Ewald Grothe ist einer der sechs Herausgeber des Jahrbuchs zur Liberalismus-Forschung, der zusammen mit Wolther von Kieseritzky in Potsdam die Redaktion leitet.

#### Internationaler Austausch und Fortbildung
Einen Bereich der Auslandsarbeit in Deutschland bildet das Referat Internationaler Austausch und Fortbildung (IAF), das seine Arbeit im Jahr 1988 als Internationale Akademie für Entwicklung und Freiheit in Sintra, Portugal, aufnahm und seit 1995 als Internationale Akademie für Führungskräfte ihren Sitz auf dem Gelände der Theodor-Heuss-Akademie in Gummersbach hat. Das Referat IAF organisiert ein- und zweiwöchige Seminare und Workshops sowie „incoming“-Programme in Deutschland für Führungs- und Nachwuchsführungskräfte aus dem weltweiten Partnerspektrum der Stiftung. Sie bietet eine Plattform für interkulturelle Begegnung, internationalen Dialog und weltweiten Wissenstransfer. Während der Programme werden insbesondere liberale Lösungsansätze zu aktuellen Problemen und weltweiten Fragestellungen erarbeitet und diskutiert. Das Referat IAF wird von Bettina Solinger geleitet.
Seit 2005 werden einige der Seminare als Integriertes Lernen zusätzlich mit Online-Seminaren der International e-Academy unterstützt, die sowohl vorbereitend als auch qualifizierend angeboten werden. Im Jahr 2008 gewann sie dafür den European eLearning Award (eureleA).

### Berlin

#### Hauptstadtbüro

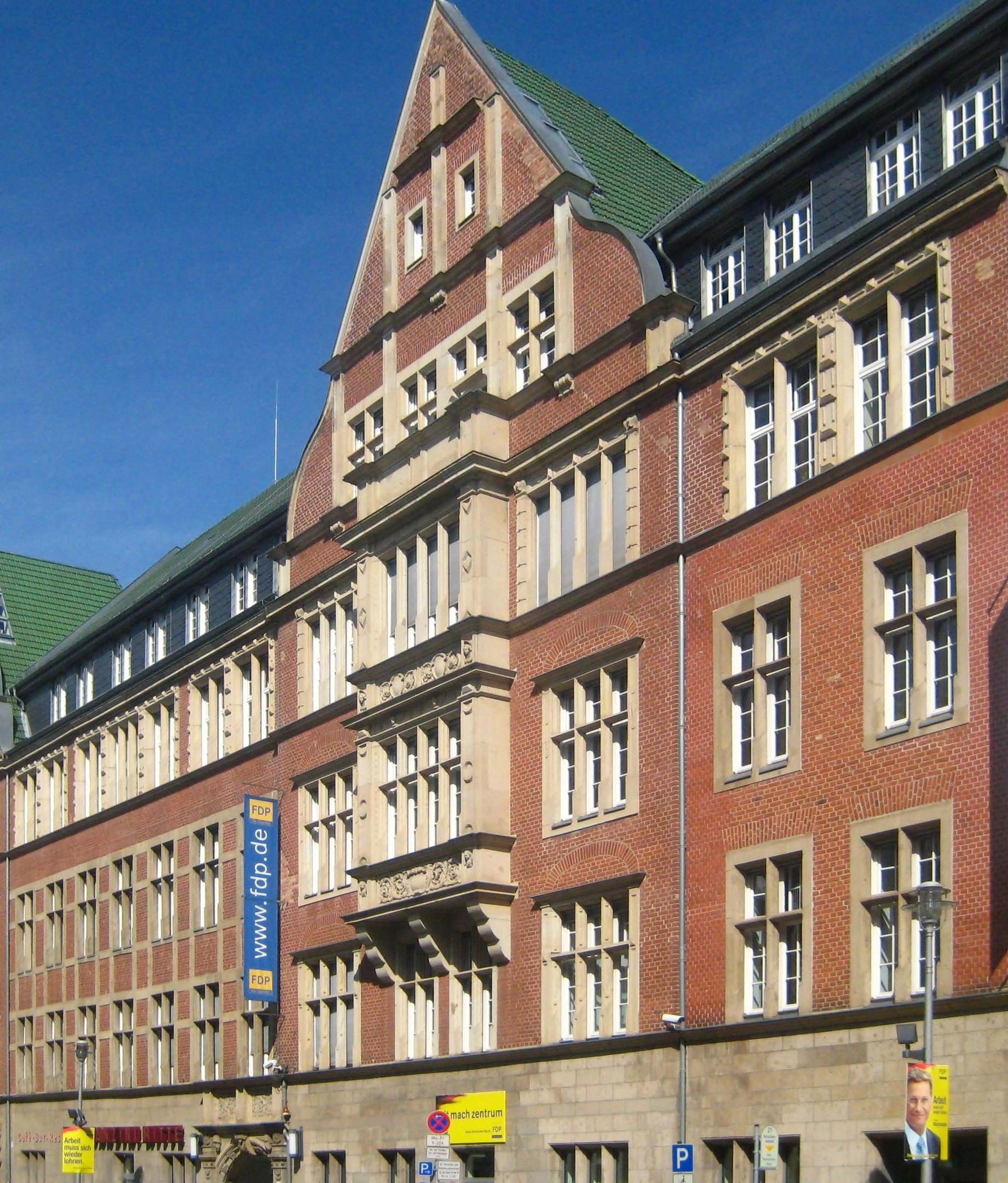
Berlin, Reinhardtstraße

Seit dem Jahr 2000 betreibt die Stiftung ein Hauptstadtbüro im Hans-Dietrich-Genscher-Haus in Berlin. Ansässig ist hier der Fachbereich Kommunikation, das Liberale Institut sowie das Länderbüro Berlin-Brandenburg. Geleitet wird das Hauptstadtbüro seit dem 1. Januar 2019 von Hilmar Sattler.

#### Liberales Institut
Das 1995 gegründete Liberale Institut widmet sich als Denkfabrik der Stiftung der Frage, welchen Beitrag liberale Ideen und Prinzipien zur Gestaltung der Zukunft leisten können. Zur Umsetzung des Bildungsauftrags der Friedrich-Naumann-Stiftung für die Freiheit entwickelt das Liberale Institut gemeinsam mit Experten aus Wissenschaft, Forschung und Zivilgesellschaft Ideen für liberale Politik. Das Liberale Institut wird seit 2021 von Justus Lenz geleitet.

### Potsdam

#### Begabtenförderung
Die Begabtenförderung der Stiftung vergibt Stipendien an Studenten und Doktoranden. Zur Begabtenförderung wurde im November 1973 das erste Programm mit 17 Teilnehmern aufgelegt. Die Stipendiatenschaft der Stiftung hat 1987 zusätzlich ein Alumni-Netzwerk gegründet. Vorstandssprecher ist seit 2018 Johannes Berger. Ziel der Begabtenförderung ist, Studierende und Nachwuchswissenschaftler mit liberalem Hintergrund zu unterstützen. Im Jahr 2020 förderte die Stiftung 1.214 Stipendiaten. Seit 1973 wurden insgesamt mehr als 7.000 Stipendien vergeben.
Siehe auch: Liste bekannter ehemaliger Stipendiaten der Friedrich-Naumann-Stiftung

#### Mediendialogprogramm
2016 rief die Stiftung das Internationale Journalisten- und Mediendialogprogramm ins Leben, um die Presse- und Medienfreiheit weltweit zu fördern. Damit soll unabhängiger Journalismus in den Projektländern der Stiftung gestärkt werden. Besuchsprogramme und Fortbildungen mit dem Schwerpunkt Selbstorganisation von Journalisten, Ethik und alternative Finanzierungsmodelle werden organisiert. Ein weiterer Schwerpunkt ist die Arbeit mit Exiljournalisten in Deutschland. In Kooperation mit der Berliner Tageszeitung Der Tagesspiegel entstehen in Workshops Sonderausgaben und Beilagen der Zeitung mit Texten geflüchteter Journalisten.

### Landes- bzw. Länderbüros
Die Friedrich-Naumann Stiftung für die Freiheit unterhält acht Länder- bzw. Landesbüros und weitere fünf lokale Büros in Deutschland.
- Länderbüro Norddeutschland in Lübeck, Hamburg und Schwerin: seit 2001, für Schleswig-Holstein, Hamburg und Mecklenburg-Vorpommern
- Länderbüro Berlin-Brandenburg in Berlin und Potsdam: seit 2007, für Berlin und Brandenburg
- Länderbüro Niedersachsen/Bremen in Hannover: seit 2001, für Niedersachsen und Bremen
- Länderbüro Mitteldeutschland in Halle (Saale), Erfurt und Leipzig: seit 2001, für Sachsen-Anhalt, Thüringen und Sachsen
- Landesbüro Nordrhein-Westfalen in Gummersbach: seit 2009, für Nordrhein-Westfalen
- Länderbüro Hessen/Rheinland-Pfalz in Wiesbaden: seit 2001, für Hessen und Rheinland-Pfalz
- Landesbüro Baden-Württemberg in Stuttgart: seit 2001, für Baden-Württemberg
- Landesbüro Bayern in München: seit 2001, für Bayern

## Auslandsarbeit

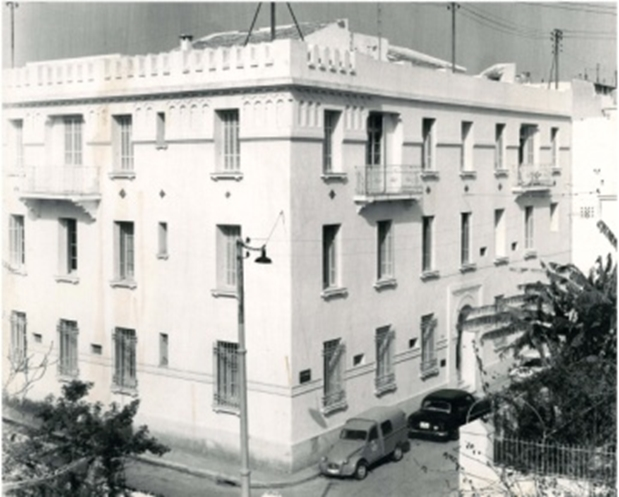
Das erste Auslandsbüro in Tunis

Am 1. Juli 1963 wurde die Auslandsabteilung der Friedrich-Naumann-Stiftung für die Freiheit gegründet, Anfang 1964 startete das erste Auslandsprojekt mit einem Zentrum für Erwachsenenbildung in Tunesien. Bis Ende der 1960er Jahre hatte die Stiftung ihre Präsenz auch auf Lateinamerika, das südliche Afrika und Asien ausgeweitet.
Heute ist die Stiftung weltweit in rund sechzig Ländern aktiv und ist in über vierzig Ländern mit Ortskräften vertreten. Das Spektrum ihrer Tätigkeit umfasst neben der klassischen Zusammenarbeit mit liberalen Parteien und Netzwerken auch die Unterstützung von Menschenrechtsgruppen und zivilgesellschaftlichen Organisationen, die Ausbildung von Journalisten oder die Durchführung von Klimaschutzprojekten.
Die Projektsteuerung erfolgt dezentral. Dafür unterhält die Stiftung im Jahr 2019 sieben Regionalbüros in Brüssel (Europäischer und Transatlantischer Dialog), Sofia (Südost- und Osteuropa), Amman (Naher Osten und Nordafrika), Bangkok (Südost- und Ostasien), Neu-Delhi (Südasien), Johannesburg (Subsahara-Afrika) und Mexiko-Stadt (Lateinamerika). Diese koordinieren die Arbeit von mehr als vierzig Projektbüros mit insgesamt fast 300 lokalen Mitarbeitern.
In Deutschland vermittelt der Fachbereich Internationales internationale politische Themen einer breiten Öffentlichkeit und bietet Fachforen zu außen- und entwicklungspolitischen Fragestellungen für Experten aus Politik, Wirtschaft, Wissenschaft und Medien.
Im April 2008 machte China im Vorfeld der Olympischen Spiele, wegen der chinakritischen Resolutionen des US-Kongresses und des EU-Parlamentes, die FNF für die weltweiten „Anti-China-Proteste“ und die „Störversuche des Fackellaufs“ mitverantwortlich. Die FNF bekräftigte darauf ihr Tibet-Engagement.
Die Haltung der Stiftung zum Militärputsch gegen den honduranischen Präsidenten Zelaya war 2009 Gegenstand einer öffentlichen Kontroverse sowie einer Kleinen Anfrage der Fraktion Die Linke im Bundestag, welche der Stiftung vorwarf, in Honduras einen Militärputsch zu unterstützen. Dabei wurde auf Berichte Bezug genommen, die der Regionalbüroleiter der FNF in Honduras verfasst hatte. Die Stiftung vertrat die Sichtweise, dass der gewählte Präsident Zelaya verfassungswidrig versucht habe, sich eine zweite Amtszeit zu sichern. Dieses von den Stiftungsverantwortlichen aufgegriffene Hauptargument der Putschisten war mutmaßlich sachlich falsch. Im Übrigen gab die Dominanz linksgerichteter Regierungen in Lateinamerika der Stiftung Grund zur Sorge. Die Sichtweise der Stiftung wurde von der damaligen Bundesregierung, an der die FDP beteiligt war, weitgehend geteilt. Die Aktivitäten der Stiftung wurden hier als „Beitrag zu Demokratisierung und Entwicklung eines Partnerlandes“ eingeschätzt.
Im Jahr 2009 veranstaltete die FNF gemeinsam mit drei klimawandelleugnerischen Organisationen, dem Europäischen Institut für Klima und Energie (EIKE), dem Nongovernmental International Panel on Climate Change (NIPCC) und dem Committee for a Constructive Tomorrow (CFACT) eine Veranstaltung im Vorfeld der UN-Klimakonferenz in Kopenhagen 2009, bei der als Hauptredner Fred Singer geladen war.
2016 schloss die Stiftung nach vierzig Jahren ihre Repräsentanz in Kairo, weil eine unabhängige, selbstbestimmte Arbeit angesichts der zunehmend autoritären Rahmenbedingungen nicht mehr möglich war. Die Stiftung verlegte daraufhin ihr Regionalbüro, das die Aktivitäten der Stiftung im Mittleren Osten und Nordafrika steuert, nach Amman.
2018 unterstützte die Stiftung den Partido Social Liberal, die Partei von Jair Bolsonaro, was zunächst abgestritten wurde.
Nach dem Inkrafttreten des neuen Gesetzes zur Staatssicherheit Ende Juni 2020 in Hongkong schloss die Stiftung ihr dortiges Büro, weil die Sicherheit der Mitarbeiter nicht mehr garantiert werden könne.
In Peru unterstützt die Stiftung Berichten von La República zufolge rechte politische Gruppierungen. Im Rahmen der Wahlen in Peru 2021 unterstützte sie Keiko Fujimori, die Tochter des früheren diktatorischen Präsidenten Alberto Fujimori, und deren Partei Fuerza Popular. Zu Fujimoris Unterstützung, finanzierte die Friedrich-Naumann-Stiftung die Reise des venezolanischen Oppositionspolitikers Leopoldo López nach Peru. Nachdem Fujimori die Wahlen verlor, sponserte die Stiftung rechte Gruppen, welche planten den gewählten Presidenten Pedro Castillo aus dem Amt zu entfernen. Der Verein Informationsstelle Peru e. V. kritisierte dies in einem offenen Brief als eine direkte Einmischung und bezeichnet Fujimori als „eine ausgewiesene Gegnerin demokratischer Praktiken“.
Im April 2024 wurde die Friedrich-Naumann-Stiftung für die Freiheit in Russland zur unerwünschten Organisation erklärt. Bereits kurz nach dem Überfall auf die Ukraine 2022 wurde die Arbeit der Stiftung in Moskau unterbunden und dem Büro in Moskau die Registrierung entzogen.

## Berliner Rede zur Freiheit
Seit 2007 veranstaltet die Friedrich-Naumann-Stiftung jährlich die Berliner Rede zur Freiheit am Brandenburger Tor. In diesem Veranstaltungsformat, nicht zu verwechseln mit der Berliner Rede, setzen sich ausgewählte Redner mit unterschiedlichen Konzepten der Freiheit als Grundwert der Gesellschaft auseinander. Im April 2011 hielt der Philosoph Peter Sloterdijk auf Einladung der Stiftung eine vielbeachtete Rede, die unter dem Titel „Stress und Freiheit“ erschienen ist.

## Preise der Stiftung
Die Friedrich-Naumann-Stiftung für die Freiheit verleiht verschiedene Preise.

### Freiheitspreis
Der Freiheitspreis ist eine seit 2006 zweijährlich in der Paulskirche zu Frankfurt am Main verliehene Auszeichnung. Mit dem Preis sollen Persönlichkeiten gewürdigt werden, die Impulse für die Entwicklung einer liberalen Bürgergesellschaft gegeben haben und so zur Fortentwicklung freiheitlicher Ziele und Werte in Deutschland und in Europa beitragen.

### Raif Badawi Award
Der Raif Badawi Award for courageous journalists wurde 2015 ins Leben gerufen, um an den liberalen saudischen Blogger Raif Badawi zu erinnern, der aufgrund seiner islamkritischen Texte zu 1000 Peitschenhieben und zehn Jahren Haft verurteilt wurde. Mit dem Preis werden Journalisten oder Organisationen in der islamischen Welt gewürdigt. Des Weiteren soll auf Menschenrechtsverletzungen aufmerksam gemacht werden.

### Boris Nemzow Preis
Mit Unterstützung der Friedrich-Naumann-Stiftung für die Freiheit verleiht die Boris Nemzow Stiftung für die Freiheit seit 2016 den Boris Nemzow Preis. Er wird an Personen verliehen, die sich im Kampf für die Meinungsfreiheit und bei der Hilfe für politisch, rassisch oder religiös Verfolgte besonders engagiert haben.

### Walter-Scheel-Preis
Der Walter-Scheel-Preis wird seit 2011 verliehen. Er wird an Personen verliehen, die sich um die gesellschaftliche Verankerung der Entwicklungszusammenarbeit besonders verdient gemacht haben. Seit 2015 ist die Friedrich-Naumann-Stiftung für die Freiheit gemeinsam mit der Walter-Scheel-Stiftung und dem Freundeskreis Walter Scheel e. V. der offizielle Verleiher.

### Wolf-Erich-Kellner-Preis
Treuhänderisch werden von der Naumann-Stiftung (Archiv des Liberalismus) die Wolf-Erich-Kellner-Gedächtnisstiftung und der Wolf-Erich-Kellner-Preis verwaltet. Seit 1966 werden mit diesem Wissenschaftspreis jährlich Arbeiten ausgezeichnet, „die in wissenschaftlich wertvoller Weise Grundlagen, Geschichte und Politik des Liberalismus im deutschen, europäischen und außereuropäischen Raum behandeln“.

### Karl-Hermann-Flach-Preis
Der Karl-Hermann-Flach-Preis für ein „besonderes Engagement für die Fortentwicklung des politischen Liberalismus“ wurde zwischen 1976 und 2000 von der Friedrich-Naumann-Stiftung vergeben, seit 2010 von der liberalen Karl-Hermann-Flach-Stiftung.

## Publikationen
Die Friedrich-Naumann-Stiftung für die Freiheit veröffentlicht regelmäßig Gutachten, Studien und Analysen zu ihren Schwerpunktthemen.
Seit 1982 wird von der Friedrich-Naumann-Stiftung für die Freiheit die Zeitschrift Liberal – Das Magazin für die Freiheit herausgegeben. Sie erscheint sechs Mal im Jahr. Seit 1989 erscheint das Jahrbuch zur Liberalismus-Forschung als wissenschaftliche Zeitschrift mit den Beiträgen des jährlichen Liberalismus-Kolloquiums des Archivs des Liberalismus.